# 恆福
恆福（英語：Hanford，代號L14）是香港屯門區議會下轄的選區，1994年設立，原稱翠福，2003年採用現名，2023年取消，末任區議員為獨立民主派人士朱順雅。

## 範圍
選區位於屯門東南部，包括愛琴海岸、碧翠花園、青山灣花園、容龍居、恒福花園等等，投票站因應人口分佈而設有三個，分別位於兆麟苑附近的鐘聲慈善社胡陳金枝中學、咖啡灣入境事務學院及掃管笏保良局西區婦女福利會馮李佩瑤小學。

## 沿革
1993年港督彭定康推行政改方案改革區議會，取消所有委任議席及雙議席選區，全面實行單議席單票制，並改由選區分界及選舉事務委員會制定，區議會選區數目亦隨人口變動而大幅增加，恆福選區是當時新增的選區之一，當時稱為翠福，由皇珠路以南的翠寧花園、豐景園、兆麟苑其中五棟樓宇、恒福花園以及青山公路青山灣段以北的屋苑（至青榕街）組合而成。
1994年區議會選舉，由港同盟匯點支持的陳立信以過六成得票多於新界西居民聯會的龍瑞卿當選。
1999年區議會選舉，因應兆麟苑劃為單一的兆麟選區，翠福選區範圍有所縮小，當時人口約20,107人，其中有8,522位選民，民主黨改派李桂芳競逐，並與民建聯成員張國偉爭奪，結果李險勝張56票。
2003年區議會選舉，附近選區因應人口變動而調整分界，當中劃出翠寧花園到兆翠選區，同時本區納入掃管笏一帶，並採用現名，人口估算約21,481人，其中7,306位選民，民主黨成員李桂芳爭取連任，與獨立人士蔡龍威爭奪，因七一效應增加投票人數，結果李大勝蔡成功衛冕。期後李桂芳於2004年3月退出民主黨，從此成為獨立議員。
2007年區議會選舉，因應預計人口超越上限，豐景園劃入友愛北選區，當時人口估算約21,383人，其中有8,915位選民，由民主黨成員朱順雅與已經脫離民主黨的李桂芳爭奪，最後李險勝朱107票。李桂芳於2010年參選立法會新界西補選。
2011年區議會選舉，由於青山公路沿線開始發展，人口仍然超越上限，南浪海灣及嘉悅半島劃入兆翠選區，當時人口估算約20,091人，其中有7,960位選民，投票站設於鐘聲慈善社胡陳金枝中學、入境事務學院及國際十字路會，由民主黨成員朱順雅，獨立候選人李桂芳和時任三聖區議員蘇炤成助理姜啟邦爭奪。選舉焦點為恆福選區內急增的鄉村票，加上區內數座被視為民主黨票倉的樓宇劃到兆翠選區，朱順雅在候選人簡介中告急。結果在姜啟邦分薄李桂芳的鄉村票源下，朱順雅以1,447票擊敗其餘二人勝出。
2015年區議會選舉，本區吸引到四人參選，結果由朱順雅以接近六成得票，打敗得到新界社團聯會支持的魏嘉豪、李桂芳及黃澤華勝出。
2019年區議會選舉，因應劃出掃管笏一帶為掃管笏選區，本區人口有所減少，民主黨朱順雅取得3,857票，打敗得到1,981票的方淳恩成功連任。然而正式上任前朱順雅卻退黨，被指與新一屆屯門區議會主席選舉有關。2021年7月，因應政府計劃追討協助民主派初選區議員的酬金津貼傳聞所帶動的區議員辭職潮中，朱順雅辭去區議員職務。

## 歷屆議員
| 選區名稱 | 屆別                 | 議員   | 政治聯繫        | 政治聯繫 |
| -------- | -------------------- | ------ | --------------- | -------- |
| 翠福     | 1994年－1999年       | 陳立信 |                 | 民主黨   |
| 翠福     | 2000年－2003年       | 李桂芳 |                 | 民主黨   |
| 恒福     | 2004年－2007年       | 李桂芳 | 民主黨 → 無黨籍 |          |
| 恒福     | 2008年－2011年       | 李桂芳 |                 | 無黨籍   |
| 恒福     | 2012年－2015年       | 朱順雅 |                 | 民主黨   |
| 恒福     | 2016年－2019年       | 朱順雅 |                 | 民主黨   |
| 恒福     | 2020年－2021年7月8日 | 朱順雅 |                 | 無黨籍   |
| 恒福     | 2021年7月9日－2023年 | 懸空   | 懸空            | 懸空     |

## 歷屆選舉結果
| 政党   | 政党   | 候选人    | 票数  | %     | ±      |
| ------ | ------ | --------- | ----- | ----- | ------ |
|        | 民主黨 | ①. 朱順雅 | 3,857 | 66.07 | ▲7.19  |
|        | 獨立   | ②. 方淳恩 | 1,981 | 33.93 | 不適用 |
| 多数票 | 多数票 | 多数票    | 1,876 | 32.13 | ▼3.60  |

| 政党   | 政党         | 候选人    | 票数  | %     | ±      |
| ------ | ------------ | --------- | ----- | ----- | ------ |
|        | 民主黨       | ①. 朱順雅 | 2,597 | 58.88 | ▲18.12 |
|        | 新界社團聯會 | ②. 魏嘉豪 | 1,021 | 23.15 | 不適用 |
|        | 獨立         | ③. 黃澤華 | 96    | 2.18  | 不適用 |
|        | 獨立         | ④. 李桂芳 | 697   | 15.80 | ▼16.31 |
| 多数票 | 多数票       | 多数票    | 1,576 | 35.73 | ▲27.08 |

| 政党   | 政党   | 候选人    | 票数  | %     | ±      |
| ------ | ------ | --------- | ----- | ----- | ------ |
|        | 獨立   | ①. 姜啟邦 | 963   | 27.13 | 不適用 |
|        | 民主黨 | ②. 朱順雅 | 1,447 | 40.76 | ▼7.61‬  |
|        | 獨立   | ③. 李桂芳 | 1,140 | 32.11 | ▼19.52 |
| 多数票 | 多数票 | 多数票    | 307   | 8.65  | ▲5.39  |

| 政党   | 政党   | 候选人    | 票数  | %     | ±      |
| ------ | ------ | --------- | ----- | ----- | ------ |
|        | 民主黨 | ①. 朱順雅 | 1,588 | 48.37 | 不適用 |
|        | 獨立   | ②. 李桂芳 | 1,695 | 51.63 | 不適用 |
| 多数票 | 多数票 | 多数票    | 107‬   | 3.26  | 不適用 |

| 政党   | 政党   | 候选人    | 票数  | %     | ±      |
| ------ | ------ | --------- | ----- | ----- | ------ |
|        | 民主黨 | ①. 李桂芳 | 2,023 | 73.14 | 不適用 |
|        | 獨立   | ②. 蔡龍威 | 743   | 26.86 | 不適用 |
| 多数票 | 多数票 | 多数票    | 1,280 | 46.28 | 不適用 |

| 政党   | 政党   | 候选人    | 票数  | %     | ±      |
| ------ | ------ | --------- | ----- | ----- | ------ |
|        | 民建聯 | ①. 張國偉 | 1,069 | 48.72 | 不適用 |
|        | 民主黨 | ②. 李桂芳 | 1,125 | 51.28 | 不適用 |
| 多数票 | 多数票 | 多数票    | 56    | 2.56  | 不適用 |

| 政党   | 政党                        | 候选人 | 票数  | %     | ±      |
| ------ | --------------------------- | ------ | ----- | ----- | ------ |
|        | 港同盟/匯 匯點              | 陳立信 | 1,640 | 65.13 | 不適用 |
|        | 新界社團聯會/新界西居民聯會 | 龍瑞卿 | 878   | 34.87 | 不適用 |
| 多数票 | 多数票                      | 多数票 | 762   | 30.26 | 不適用 |

## 資料來源與註釋
1. ↑   (PDF).   [2019-12-05]. （原始内容 (PDF)存档于2019-12-05）.
2. ↑   (PDF).   [2019-12-20]. （原始内容 (PDF)存档于2020-08-20）.
3. ↑   (PDF). 香港特區政府憲報.   [2021-05-20]. （原始内容 (PDF)存档于2021-05-20）.
4. ↑  . 文匯報. 2004-03-31  [2020-12-05]. （原始内容存档于2020-12-06） （中文（香港））.
5. ↑  . 輔仁文誌. 2017-07-29  [2020-01-10]. （原始内容存档于2020-09-01）.
6. ↑  . www.elections.gov.hk. 2011-11-07  [2020-01-10]. （原始内容存档于2019-10-29）.
7. ↑  . www.elections.gov.hk. 2015-11-23  [2020-01-10]. （原始内容存档于2021-12-02）.
8. ↑  . www.elections.gov.hk. 2019-11-25  [2020-01-10]. （原始内容存档于2021-02-12）.
9. ↑  吳倬安; 羅家晴. . 香港01. 2020-01-02  [2020-02-21]. （原始内容存档于2020-08-22）.
10. ↑  . 蘋果日報. 2020-01-02  [2020-02-21]. （原始内容存档于2020-06-07） （中文（繁體））.